# Итажа (Риу-Гранди-ду-Норти)
Итажа (порт. Itajá) — муниципалитет в Бразилии, входит в штат Риу-Гранди-ду-Норти. Составная часть мезорегиона Запад штата Риу-Гранди-ду-Норти. Входит в экономико-статистический микрорегион Вали-ду-Асу. Население составляет 7350 человек на 2006 год. Занимает площадь 203,623 км². Плотность населения — 36,1 чел./км².
Праздник города — 26 июня.

## История
Город основан в 1992 году.

## Статистика
- Валовой внутренний продукт на 2003 год составляет 15 575 941,00 реалов (данные: Бразильский институт географии и статистики).
- Валовой внутренний продукт на душу населения на 2003 год составляет 2275,52 реалов (данные: Бразильский институт географии и статистики).
- Индекс развития человеческого потенциала на 2000 год составляет 0,635 (данные: Программа развития ООН).

## География
Климат местности: полупустыня.